# Umhlatuzana Rock Shelter

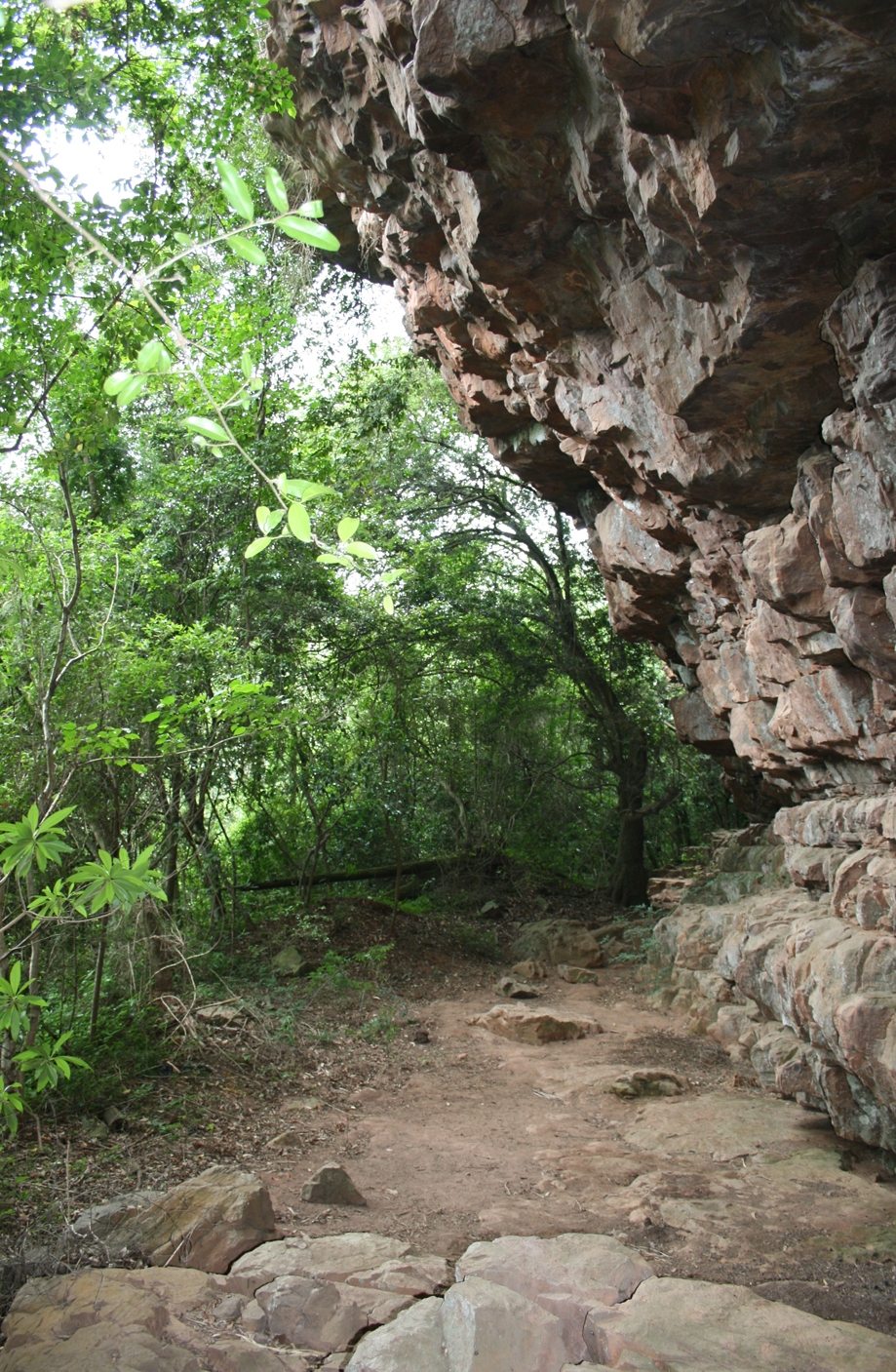
Blick auf einen Teilbereich des Umhlatuzana Rock Shelter

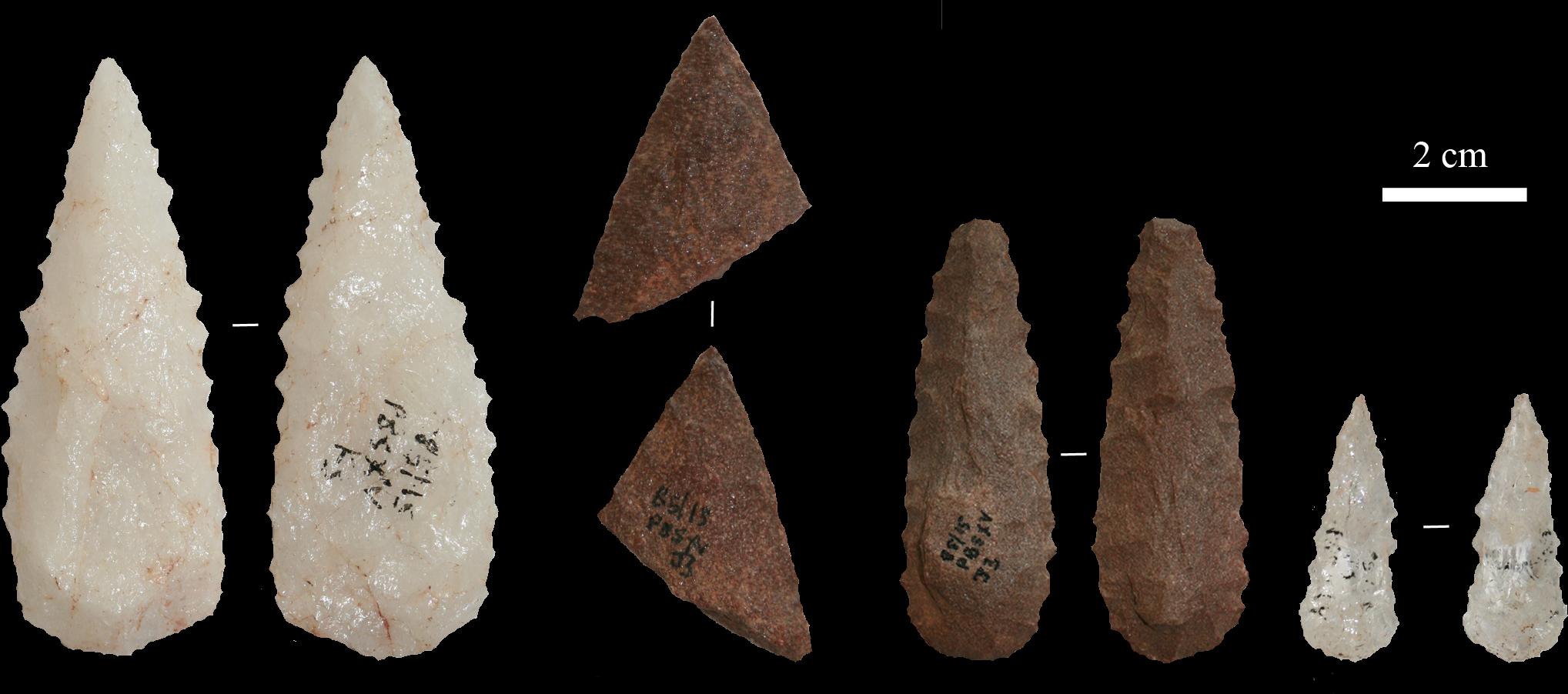
Projektilspitzen

Umhlatuzana Rock Shelter ist eine archäologische Fundstätte in Südafrika, rund 35 Kilometer westlich von Durban, in der Provinz KwaZulu-Natal. Der Abri wurde seit rund 70.000 Jahren von Menschen als Aufenthaltsort genutzt und gilt als eine der wenigen Fundstätten im südlichen Afrika, in der Hinterlassenschaften aus der Epoche des Übergangs vom Middle Stone Age zum Later Stone Age (vor 40.000 bis 30.000 Jahren) erhalten geblieben sind.

## Erste Funde
Die Fundstätte – ein breiter Felsüberhang – öffnet sich nach Norden hin und liegt an einem Steilhang, rund 100 Meter oberhalb des Flusses Umhlatuzana, 531 Meter über dem Meeresspiegel. Sie entstand in 490 Millionen Jahre altem Sandstein und ist heute annähernd 43 Meter breit, reicht bis in 6,50 Meter Tiefe und ist an der höchsten Stelle 17 Meter hoch. Im Mai und Juni 1985 wurden ihre 2,60 Meter mächtigen Bodenschichten von dem südafrikanischen Archäologen Jonathan M. Kaplan erstmals – im Rahmen einer Rettungsgrabung wegen geplanter Straßenbauarbeiten für den N3-Highway – als Teil seiner Master-Arbeit untersucht. Der Abri war erst drei Jahre zuvor während der Vorbereitungen für den Straßenbau auf der Farm Kerkmans 915 von Geologen entdeckt worden. Kaplans Grabung erbrachte mehr als eine Million Steinartefakte, die, entgegen seiner ursprünglichen Vermutung, nicht nur von jüngeren, wenige tausend Jahre alten Jäger-und-Sammler-Kulturen stammten, sondern bis weit zurück ins Middle Stone Age reichten. Zudem wurden bearbeitete Tierknochen, Ocker, Perlen aus Straußen-Eiern und Bruchstücke von jüngerer Töpferware geborgen.

## Wiederaufnahme der Erforschung
Erst im Jahr 2006 wurde die Erforschung des Abris Umhlatuzana wieder aufgenommen, zunächst vor allem durch die Arbeitsgruppe der Archäologin Marlize Lombard von der Universität Johannesburg. Zu den Gründen für diese zwanzigjährige „Forschungspause“ gehörten vor allem aufgekommene Zweifel an der Zuverlässigkeit der Datierung der Funde aus dem Jahr 1985, die durch Umlagerungen von Sedimenten verfälscht worden sein könnte. Dieser Einwand wurde jedoch in einer 2010 publizierten Studie widerlegt und die Zuordnung von Steingerät aus der ältesten Fundschicht zur „Still Bay Industry“ (70.500 ± 4.700 Jahre alt) bestätigt. Im Vergleich mit ähnlich alten Funden aus dem Hollow Rock Shelter und auch aus der Blombos-Höhle fiel den Forschern auf, dass die Herstellung der Steinwerkzeuge einerseits in unterschiedlichen Regionen des südlichen Afrikas sehr ähnlich war, was auf einen Informationsaustausch über große Strecken hinweg schließen lasse, andererseits wiesen sie aber auch lokale Gewohnheiten nach, was auf eine bereits damals vorhandene, geistig-handwerkliche Flexibilität schließen lasse.

## Belege
1. ↑  Irini Sifogeorgaki et al.: New Excavations at Umhlatuzana Rockshelter, KwaZulu-Natal, South Africa: a Stratigraphic and Taphonomic Evaluation. In: African Archaeological Review. Band 37, 2020, S. 551–578, doi:10.1007/s10437-020-09410-w.
2. ↑   Jonathan Michael Kaplan: 45000 Years of Hunter-Gatherer History as Seen from Umhlatuzana Rock Shelter. Master of Arts Thesis, University of Cape Town, September 1989, Volltext.
3. ↑  Jonathan M. Kaplan: 45000 Years of Hunter-Gatherer History in Natal as Seen from Umhlatuzana Rock Shelter. In: Goodwin Series. Band 6, 1989, S. 7–16, doi:10.2307/3858128.
4. ↑   Jonathan M. Kaplan: The Umhlatuzana Rock Shelter sequence: 100 000 years of Stone Age history. In: Southern African Humanities. Band 2, Nr. 11, 1990, S. 1–94, Volltext.
5. ↑   MarlizeLombard et al.: Still Bay and serrated points from Umhlatuzana Rock Shelter, Kwazulu-Natal, South Africa. In: Journal of Archaeological Science. Band 37, Nr. 7, 2010, S. 1773–1784, doi:10.1016/j.jas.2010.02.015.
6. ↑  Anders Högberg und Marlize Lombard: Still Bay Point-Production Strategies at Hollow Rock Shelter and Umhlatuzana Rock Shelter and Knowledge-Transfer Systems in Southern Africa at about 80-70 Thousand Years Ago. In: PLOS ONE. Band 11, Nr. 12, e0168012. doi:10.1371/journal.pone.0168012.

Koordinaten: 29° 48′ 28″ S, 30° 45′ 22″ O